# Bomberman (computerspel uit 1983)
Bomberman (ook wel Bomber Man) is een computerspel, als eerste spel uit de Bomberman-franchise, ontwikkeld en uitgegeven door Hudson Soft voor de MSX. Het puzzelspel verscheen in Japan in juli 1983. Het werd in datzelfde jaar ook geporteerd naar andere Japanse homecomputers, zoals de NEC PC-6001 en PC-8801, Fujitsu FM-7 en de Sharp X1.
Buiten Japan is het spel uitgekomen in 1984 door Sinclair Research voor de MSX en ZX Spectrum als Eric and the Floaters. Het spel werd hernoemd om niet geassocieerd te worden met bomaanslagen.
Uit de Bomberman-reeks volgden nog vele verschillende varianten.

## Gameplay
In het spel speelt de speler als het hoofdpersonage Bomberman, een robot die zich een weg moet banen door een doolhof om de uitgang te vinden. Dit gebeurt door het opblazen van steenblokken. De speler kan ook alle vijanden uitschakelen om het level uit te spelen. Er zijn in totaal 50 levels.